# Canton de la Ferté Macé
Le canton de la Ferté Macé, précédemment appelé canton de La Ferté-Macé, est une circonscription électorale française située dans le département de l'Orne et la région Normandie.
À la suite du redécoupage cantonal de 2014, les limites territoriales du canton sont remaniées. Le nombre de communes du canton passe de neuf à quinze, puis à treize à la suite de fusions de communes.

## Géographie
Ce canton est organisé autour de La Ferté Macé dans les arrondissements d'Alençon et d'Argentan. Son altitude varie de 119 m (Couterne) à 312 m (Lonlay-le-Tesson).

## Histoire
Par décret du 25 février 2014, le nombre de cantons du département est divisé par deux, avec mise en application aux élections départementales de mars 2015. Le canton de La Ferté-Macé est conservé et s'agrandit. Il passe de 9 à 15 communes.
À la suite du décret du 5 mars 2020, le canton prend le nom de son bureau centralisateur, La Ferté Macé.

## Représentation

### Conseillers d'arrondissement (de 1833 à 1940)
Le canton de La Ferté-Macé appartenait à l'arrondissement de Domfront jusqu'à sa disparition en 1926.
| Période                                  | Période              | Identité                                      | Étiquette | Qualité |
| ---------------------------------------- | -------------------- | --------------------------------------------- | --------- | --- |
| 1833                                     | 1848                 | Julien Lecocq                                 |           | Négociant, maire de La Ferté-Macé (1833-1852)                                                               |
| 1848                                     |                      | Arsène Frébet-Tannerie (1805-1865)            |           | Propriétaire à La Ferté-Macé                                                                                |
|                                          |                      |                                               |           | |
| 1868                                     |                      | Philéas Le Meunier de La Raillère (1812-1881) |           | Propriétaire à La Ferté-Macé                                                                                |
|                                          |                      |                                               |           | |
| 1901                                     | 1904                 | Ernest Poulain                                |           | Médecin, maire de La Ferté-Macé                                                                             |
|                                          |                      |                                               |           | |
|                                          | 1919                 | Félix Frébet (1848-1923)                      |           | Fabricant de cotonnades, adjoint au maire de La Ferté-Macé                                                  |
| 1919                                     | 23 fév. 1938 (décès) | François Barré-Coulombe (1874-1938)           | Droite    | Maire de La Sauvagère                                                                                       |
| 1938                                     | 1940                 |                                               |           | |
| 1940                                     |                      |                                               |           | Les conseils d'arrondissement ont été suspendus par la loi du 12 octobre 1940 et n'ont jamais été réactivés |
| Les données manquantes sont à compléter. |                      |                                               |           | |

### Conseillers généraux de 1833 à 2015
| Période | Période          | Identité                                        | Étiquette                         | Qualité |
| ------- | ---------------- | ----------------------------------------------- | --------------------------------- | --- |
| 1833    | 1838             | François-Martial Lemarchand-Bagueville          |                                   | Propriétaire à Magny-le-Désert |
| 1838    | 1846             | Pierre-Alphonse Gérard                          |                                   | Propriétaire, maire de Magny-le-Désert |
| 1846    | 1848             | Comte Jules Langlois d'Amilly                   | Majorité ministérielle            | Conseiller d'État en service extraordinaire, ancien préfet d'Eure-et-Loir et de l'Orne, ancien député d'Eure-et-Loir (1834-1837), propriétaire à Berd'huis |
| 1848    | 1852             | Céleste Alix Frébet-Galboisière                 |                                   | Filateur et négociant, maire de La Ferté-Macé |
| 1852    | 1858             | Raphaël-Aimé Villedieu marquis de Torcy         | Majorité dynastique               | Propriétaire du château de Bois-Claireau (Teillé, Sarthe), député (1860-1869)                                                                              |
| 1858    | 1874             | Léon comte puis marquis de Contades (1818-1900) |                                   | Propriétaire, chambellan honoraire de l'Empereur, maire de Saint-Maurice-du-Désert                                                                         |
| 1874    | 1876 (démission) | Albert Christophle                              | Centre gauche                     | Député (1871-1885 et 1887-1902), élu en 1876 dans le canton de Juvigny-sous-Andaine                                                                        |
| 1877    | 1904 (décès)     | Gustave Le Meunier de la Raillère               | Républicain                       | Propriétaire, maire de La Ferté-Macé |
| 1904    | 1940             | Ernest Poulain (1863-1946)                      | RG                                | Médecin, maire de La Ferté-Macé, conseiller d'arrondissement ; nommé conseiller départemental en 1943                                                      |
|         |                  |                                                 |                                   | |
| 1945    | 1970             | Gaston Meillon                                  | DVD-RPF puis RS puis UNR puis UDR | Hôtelier, maire de La Ferté-Macé (1945-1971), sénateur (1951-1959), président du conseil général (1945-1967)                                               |
| 1970    | 2008             | Daniel Miette (1937-2020)                       | CD puis UDF-CDS puis DVD          | Agent général d'assurances, maire de Magny-le-Désert (1966-2020), président de la communauté de communes du Pays Fertois                                   |
| 2008    | 2015             | José Collado                                    | PS                                | Enseignant en lycée professionnel agricole, conseiller municipal de Beauvain, puis maire adjoint de La Ferté-Macé                                          |

Le canton participe à l'élection du député de la première circonscription de l'Orne.

### Représentation à partir de 2015
| Période élective | Période élective | Mandat | Mandat   | Identité               | Nuance | Nuance | Qualité                                                                    |
| ---------------- | ---------------- | ------ | -------- | ---------------------- | ------ | ------ | -------------------------------------------------------------------------- |
| 2015             | 2021             | 2015   | 2021     | José Collado           |        | PS     | Enseignant en lycée professionnel agricole, maire adjoint de La Ferté-Macé |
| 2015             | 2021             | 2015   | 2021     | Brigitte Viarmé        |        | DVG    | Auxiliaire de puériculture, maire-adjointe de Messei                       |
| 2021             | 2028             | 2021   | en cours | José Collado           |        | PS     | Conseiller sortant                                                         |
| 2021             | 2028             | 2021   | en cours | Brigitte Viarmé-Dufour |        | DVG    | Conseillère sortante                                                       |

### Résultats détaillés

#### Élections de mars 2015
À l'issue du 1er tour des élections départementales de 2015, trois binômes sont en ballottage : José Collado et Brigitte Viarmé (Union de la Gauche, 42,08 %), Chantal Leudiere et Marc Toutain (DVD, 32,08 %) et Marie Bellot et Vincent Carminati (FN, 25,84 %). Le taux de participation est de 53,47 % (6 054 votants sur 11 323 inscrits) contre 54,04 % au niveau départemental et 50,17 % au niveau national.
Au second tour, José Collado et Brigitte Viarmé (Union de la Gauche) sont élus avec 42,98 % des suffrages exprimés et un taux de participation de 55,26 % (2 600 voix pour 6 256 votants et 11 322 inscrits).

#### Élections de juin 2021
Le premier tour des élections départementales de 2021 est marqué par un très faible taux de participation (33,26 % au niveau national). Dans le canton de la Ferté Macé, ce taux de participation est de 36,73 % (4 067 votants sur 11 074 inscrits) contre 34,53 % au niveau départemental. À l'issue de ce premier tour, deux binômes sont en ballottage : José Collado et Brigitte Viarmé-Dufour (DVG, 40,55 %) et Yvan Burel et Manuela Chevalier (DVD, 29,97 %).
Le second tour des élections est marqué une nouvelle fois par une abstention massive équivalente au premier tour. Les taux de participation sont de 34,36 % au niveau national, 34,27 % dans le département et 37,15 % dans le canton de la Ferté Macé. José Collado et Brigitte Viarmé-Dufour (DVG) sont élus avec 54,7 % des suffrages exprimés (2 107 voix pour 4 115 votants et 11 077 inscrits),,. 

## Composition

### Composition avant 2015

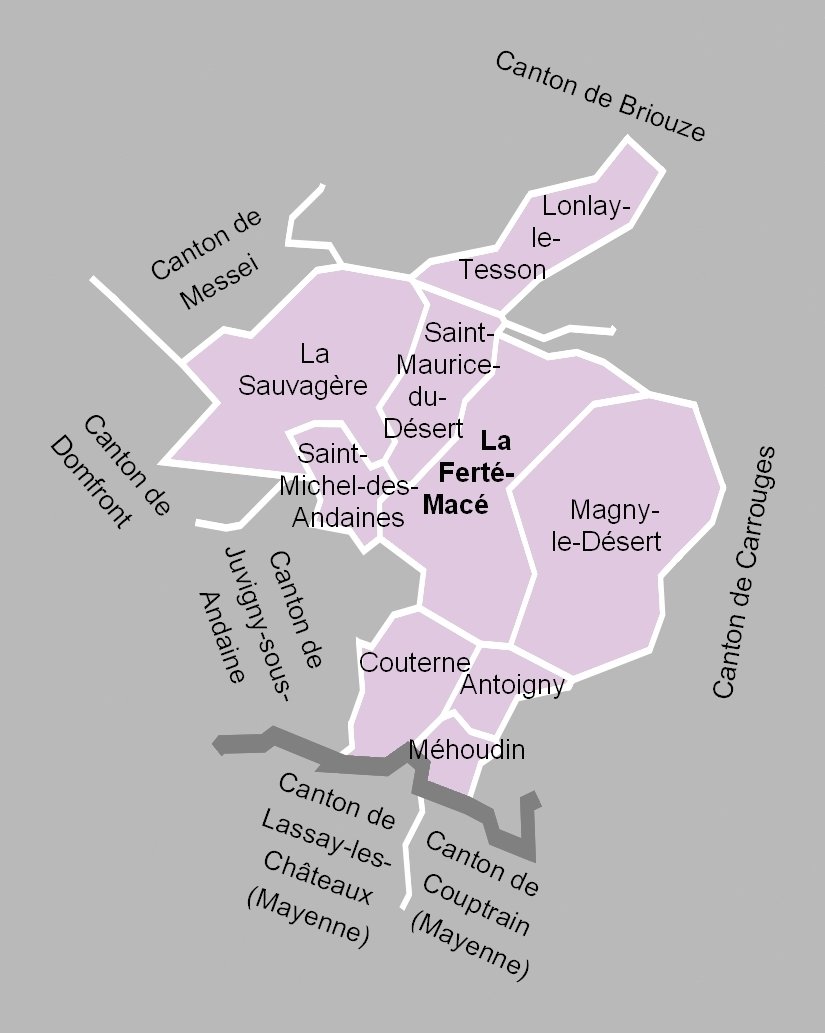
La carte des communes du canton. Les cantons limitrophes étaient ceux de Messei, de Briouze, de Carrouges, de Couptrain, de Lassay-les-Châteaux, de Juvigny-sous-Andaine et de Domfront.

Le canton de La Ferté-Macé regroupait neuf communes.
| Nom                       | Code Insee | Codepostal | Superficie (km2) | Population (dernière pop. légale) | Densité (hab./km2) |
| ------------------------- | ---------- | ---------- | ---------------- | --------------------------------- | ------------------ |
| La Ferté-Macé (chef-lieu) | 61168      | 61600      | 27,04            | 5 936 (2010)                      | 220                |
| Antoigny                  | 61004      | 61410      | 4,82             | 122 (2010)                        | 25                 |
| Couterne                  | 61135      | 61410      | 10,68            | 998 (2009)                        | 93                 |
| Lonlay-le-Tesson          | 61233      | 61600      | 12,37            | 259 (2012)                        | 21                 |
| Magny-le-Désert           | 61243      | 61600      | 33,34            | 1 437 (2012)                      | 43                 |
| Méhoudin                  | 61257      | 61410      | 3,85             | 117 (2012)                        | 30                 |
| Saint-Maurice-du-Désert   | 61428      | 61600      | 11,30            | 692 (2010)                        | 61                 |
| Saint-Michel-des-Andaines | 61431      | 61600      | 6,44             | 347 (2012)                        | 54                 |
| La Sauvagère              | 61463      | 61600      | 26,78            | 945 (2009)                        | 35                 |

Situation du canton dans l'arrondissement d'Alençon.

À la suite du redécoupage des cantons pour 2015, la commune de Couterne est rattachée au canton de Bagnoles-de-l'Orne, les communes de La Ferté-Macé, Lonlay-le-Tesson, Saint-Maurice-du-Désert, Saint-Michel-des-Andaines et La Sauvagère à nouveau à celui de La Ferté-Macé — auquel s'ajoutent une commune du canton de Carrouges et neuf du canton de Messei — et les communes d'Antoigny, Magny-le-Désert et Méhoudin à celui de Magny-le-Désert.
Contrairement à beaucoup d'autres cantons, le canton de La Ferté-Macé n'incluait dans son territoire antérieur à 2015 aucune commune supprimée depuis la création des communes sous la Révolution.
Deux communes ont été créées à partir de certaines communes du canton et des cantons limitrophes :
- Saint-Michel-des-Andaines, créée en 1840 à partir des territoires de La Ferté-Macé, Juvigny-sous-Andaine, Saint-Maurice-du-Désert, La Sauvagère et Tessé-Froulay.
- Bagnoles-de-l'Orne (canton de Juvigny-sous-Andaine), créée en 1913 à partir des territoires de Couterne, La Ferté-Macé et Tessé-la-Madeleine.

### Composition après 2015
Lors du redécoupage de 2014, le canton de La Ferté-Macé comprenait quinze communes entières.
À la suite de la création au 1er janvier 2016 des communes nouvelles de Bagnoles de l'Orne Normandie, de La Ferté Macé et des Monts d'Andaine, ainsi qu'au décret du 5 mars 2020 rattachant entièrement la commune nouvelle de Bagnoles de l'Orne Normandie au canton de Bagnoles de l'Orne Normandie et celle de La Ferté Macé au canton de la Ferté Macé, le canton comprend désormais treize communes entières.
| Nom                                   | Code Insee | Intercommunalité                           | Superficie (km2) | Population (dernière pop. légale) | Densité (hab./km2) | Modifier                                    |
| ------------------------------------- | ---------- | ------------------------------------------ | ---------------- | --------------------------------- | ------------------ | ------------------------------------------- |
| La Ferté Macé (bureau centralisateur) | 61168      | CA Flers Agglo                             | 31,86            | 5 095 (2022)                      | 160                | modifier les données · modifier les données |
| Banvou                                | 61024      | CA Flers Agglo                             | 12,98            | 630 (2022)                        | 49                 | modifier les données · modifier les données |
| Beauvain                              | 61035      | CC du Pays fertois et du Bocage carrougien | 12,46            | 265 (2022)                        | 21                 | modifier les données · modifier les données |
| Bellou-en-Houlme                      | 61040      | CA Flers Agglo                             | 38,73            | 1 031 (2022)                      | 27                 | modifier les données · modifier les données |
| La Coulonche                          | 61124      | CA Flers Agglo                             | 14,32            | 498 (2022)                        | 35                 | modifier les données · modifier les données |
| Dompierre                             | 61146      | CA Flers Agglo                             | 8,56             | 384 (2022)                        | 45                 | modifier les données · modifier les données |
| Échalou                               | 61149      | CA Flers Agglo                             | 5,59             | 328 (2022)                        | 59                 | modifier les données · modifier les données |
| La Ferrière-aux-Étangs                | 61163      | CA Flers Agglo                             | 10,93            | 1 531 (2022)                      | 140                | modifier les données · modifier les données |
| Lonlay-le-Tesson                      | 61233      | CA Flers Agglo                             | 12,37            | 229 (2022)                        | 19                 | modifier les données · modifier les données |
| Messei                                | 61278      | CA Flers Agglo                             | 13,21            | 1 819 (2022)                      | 138                | modifier les données · modifier les données |
| Les Monts d'Andaine                   | 61463      | CA Flers Agglo                             | 38,08            | 1 727 (2022)                      | 45                 | modifier les données · modifier les données |
| Saint-André-de-Messei                 | 61362      | CA Flers Agglo                             | 14,99            | 522 (2022)                        | 35                 | modifier les données · modifier les données |
| Saires-la-Verrerie                    | 61459      | CA Flers Agglo                             | 7,88             | 296 (2022)                        | 38                 | modifier les données · modifier les données |
| Canton de la Ferté Macé               | 6112       |                                            | 221,96           | 14 355 (2022)                     | 65                 | modifier les données                        |

## Démographie

### Démographie avant 2015
| 1962  | 1968   | 1975   | 1982   | 1990   | 1999   | 2006   | 2011   | 2012   |
| ----- | ------ | ------ | ------ | ------ | ------ | ------ | ------ | ------ |
| 9 684 | 10 180 | 10 798 | 10 669 | 11 279 | 11 249 | 11 060 | 10 807 | 10 769 |

### Démographie depuis 2015
En 2022, le canton comptait 14 355 habitants, en évolution de −5,88 % par rapport à 2016 (Orne : −3,21 %, France hors Mayotte : +2,11 %).
| 2013   | 2018   | 2022   |
| ------ | ------ | ------ |
| 15 612 | 14 932 | 14 355 |